# Rheum khorasanicum
Rheum khorasanicum är en slideväxtart som beskrevs av Baradaran & Jafari. Rheum khorasanicum ingår i släktet rabarbersläktet, och familjen slideväxter. Inga underarter finns listade i Catalogue of Life.